# Championnat de Belgique féminin de handball 2014-2015
Navigation
2013-2014 2015-2016
La saison 2014-2015 du Championnat de Belgique féminin de handball est la 43e saison de la plus haute division belge de handball. La première phase du championnat la phase classique oppose les dix meilleurs clubs de Belgique en une série de dix-huit rencontres puis de six à dix matchs durant les play-offs.

## Participants
| Fémina Visé HB Sint-Truiden Achilles Bocholt Initia Hasselt DHC Meeuwen DHW Antwerpen HV Uilenspiegel Wilrijk DHT Middelkerke-Izegem DHC Waasmunster |

| Club                    | Ville              | Province            | Salle                              |
| ----------------------- | ------------------ | ------------------- | ---------------------------------- |
| DHT Middelkerke-Izegem  | Middelkerke-Izegem | Flandre Occidentale | Stedelijk Sportcentrum "De Krekel" |
| Initia Hasselt          | Hasselt            | Limbourg            | Sporthal Alverberg                 |
| Achilles Bocholt        | Bocholt            | Limbourg            | Sportcomplex De Damburg            |
| DHW Antwerpen           | Anvers             | Anvers              | Sportcomplex Sorghvliedt           |
| HV Uilenspiegel Wilrijk | Anvers             | Anvers              | Sporthal De Bist                   |
| Fémina Visé             | Visé               | Liège               | Hall Omnisports de Visé            |
| DHC Meeuwen             | Meeuwen-Gruitrode  | Limbourg            | Gemeentelijk Sportcentrum          |
| DHC Waasmunster         | Waasmunster        | Flandre-Orientale   | Sporthal Hoogendonck               |
| HB Sint-Truiden         | Saint-Trond        | Limbourg            | Sporthal Jodenstraat               |

## Compétition

### Organisation du championnat
La saison régulière est disputée par 9 équipes jouant chacune l'une contre l'autre à deux reprises selon le principe des phases aller et retour. Une victoire rapporte 2 points, une égalité, 1 point et, donc une défaite 0 point.
Après la saison régulière, les 4 équipes les mieux classées s'engagent dans les play-offs. Ceux-ci constituent en un nouveau championnat où les 4 équipes s'affrontent en phase aller-retour mais lors duquel l'équipe classée première de la saison régulière part avec 4 points, le second, 3, le troisième, 2, le quatrième, 1.
Ces quatre équipes s'affrontent dans le but de pouvoir terminer premier et donc de se qualifier pour la coupe EHF.
Pour ce qui est des 5 dernières équipes de la phase régulière, elles s'engagent quant à elles dans les play-downs avec le leader de la saison régulière de D2, le HC Eynatten-Raeren. Il s'agit là aussi d'une compétition normale en phase aller-retour mais pour laquelle, le premier de ces play-downs commence avec 6 points, le second, 5, le troisième, 4, le quatrième, 3, le cinquième, 2 et le sixième avec 1 points.
Ces quatre équipes s'affrontent dans le but de ne pas pouvoir finir aux deux dernières places auquel cas la dernière équipe sera relégué en deuxième division national et laissera sa place pour l'équipe vainqueur des play-offs de deuxième division national, tandis que l'avant dernière équipe des play-downs devra quant à elle disputer un match contre la deuxième équipe des play-offs de deuxième division national pour savoir si elle aussi est reléguée en deuxième division national ou si elle maintient une place, l'an prochain pour la première division national.

### Saison régulière

#### Classement
|   | Équipe                  | Pts | J  | G  | N | P  | Bp  | Bc  | Diff | Dép |
| - | ----------------------- | --- | -- | -- | - | -- | --- | --- | ---- | --- |
| 1 | Fémina Visé Handball T  | 31  | 16 | 15 | 1 | 0  | 472 | 313 | 159  | -   |
| 2 | Initia HC Hasselt       | 29  | 16 | 14 | 1 | 1  | 482 | 305 | 177  | -   |
| 3 | HB Sint-Truiden         | 22  | 16 | 11 | 0 | 5  | 345 | 293 | 52   | -   |
| 4 | DHW Antwerpen           | 19  | 16 | 9  | 1 | 6  | 413 | 360 | 53   | -   |
| 5 | DHC Waasmunster         | 16  | 16 | 8  | 0 | 8  | 384 | 374 | 10   | -   |
| 6 | Achilles Bocholt        | 12  | 16 | 6  | 0 | 10 | 370 | 373 | -3   | -   |
| 7 | DHC Meeuwen             | 10  | 16 | 5  | 0 | 11 | 328 | 370 | -42  | -   |
| 8 | DHT Middelkerke-Izegem  | 5   | 16 | 2  | 1 | 13 | 292 | 416 | -124 | -   |
| 9 | HV Uilenspiegel Wilrijk | 0   | 16 | 0  | 0 | 16 | 275 | 557 | -282 | -   |

|   | Qualification aux playoffs  |
|   | Participation aux playdowns |
| T | Tenant du titre 2014        |
| P | Promu de titre 2013-2014    |

## Play-offs

### Classement
|   | Équipe                 | Pts | J | G | N | P | Bp  | Bc  | Diff |  | Résultats (dom.\ext.)  | Init  | Visé  | St-T  | Antw  |
| - | ---------------------- | --- | - | - | - | - | --- | --- | ---- |  | ---------------------- | ----- | ----- | ----- | ----- |
| 1 | Initia HC Hasselt      | 13  | 6 | 4 | 2 | 0 | 164 | 132 | 32   |  | Initia HC Hasselt      |       | 21-21 | 33-23 | 31-21 |
| 2 | Fémina Visé Handball T | 13  | 6 | 3 | 3 | 0 | 161 | 141 | 20   |  | Fémina Visé Handball T | 30-30 |       | 26-17 | 33-25 |
| 3 | HB Sint-Truiden        | 4   | 6 | 1 | 0 | 5 | 124 | 146 | -22  |  | HB Sint-Truiden        | 17-19 | 27-30 |       | 25-19 |
| 4 | DHW Antwerpen          | 4   | 6 | 1 | 1 | 4 | 125 | 155 | -30  |  | DHW Antwerpen          | 20-30 | 21-21 | 19-15 |       |

|   | Qualification pour la finale de D1 |
|   | Match pour la 3e place             |
| T | Tenant du titre 2014               |
| P | Promu 2014                         |

### Match pour la troisième place
| Date                | Club recevant   | Score   | Club visiteur |
| ------------------- | --------------- | ------- | ------------- |
| 16 mai 2015 à 21h00 | HB Sint-Truiden | 19 – 16 | DHW Antwerpen |

### Finale
Le vainqueur de cette finale est sacré champion de Belgique et est qualifier au premier tour de la Coupe EHF.
| Date                | Club recevant     | Score   | Club visiteur     |
| ------------------- | ----------------- | ------- | ----------------- |
| 16 mai 2015 à 18h00 | Fémina Visé       | 21 – 15 | Initia HC Hasselt |
| 23 mai 2015 à 17h45 | Initia HC Hasselt | 30 – 28 | Fémina Visé       |
| 30 mai 2015 à 17h45 | Initia HC Hasselt | 22 – 20 | Fémina Visé       |

L'Initia HC Hasselt est sacré champion de Belgique face au Fémina Visé.

## Play-downs

### Classement

#### Poule A
|   | Équipe                  | Pts | J | G | N | P | Bp  | Bc  | Diff |  | Résultats (dom.\ext.)   | Boch  | Izeg  | Uilen |
| - | ----------------------- | --- | - | - | - | - | --- | --- | ---- |  | ----------------------- | ----- | ----- | ----- |
| 1 | Achilles Bocholt        | 11  | 4 | 4 | 0 | 0 | 131 | 88  | 43   |  | Achilles Bocholt        |       | 31-23 | 38-24 |
| 2 | DHT Middelkerke-Izegem  | 6   | 4 | 2 | 0 | 2 | 93  | 87  | 6    |  | DHT Middelkerke-Izegem  | 17-24 |       | 27-10 |
| 3 | HV Uilenspiegel Wilrijk | 1   | 4 | 0 | 0 | 4 | 80  | 129 | -49  |  | HV Uilenspiegel Wilrijk | 24-38 | 22-26 |       |

#### Poule B
|   | Équipe                  | Pts | J | G | N | P | Bp | Bc | Diff |  | Résultats (dom.\ext.)   | Waas  | Meeu  | Eyna  |
| - | ----------------------- | --- | - | - | - | - | -- | -- | ---- |  | ----------------------- | ----- | ----- | ----- |
| 1 | DHC Waasmunster         | 10  | 4 | 3 | 1 | 0 | 93 | 70 | 23   |  | DHC Waasmunster         |       | 20-17 | 21-17 |
| 2 | DHC Meeuwen             | 6   | 4 | 2 | 0 | 2 | 88 | 86 | 2    |  | DHC Meeuwen             | 18-28 |       | 28-20 |
| 3 | HC Eynatten-Raeren (D2) | 2   | 4 | 0 | 1 | 3 | 73 | 98 | -25  |  | HC Eynatten-Raeren (D2) | 18-18 | 18-25 |       |

|   | Match pour la 5e place |
| T | Tenant du titre 2014   |
| P | Promu 2014             |

### Match pour la cinquième place
| Date                | Club recevant   | Score   | Club visiteur    |
| ------------------- | --------------- | ------- | ---------------- |
| 16 mai 2015 à 19h00 | DHC Waasmunster | 30 – 23 | Achilles Bocholt |